# 야오어
야오어(Yao, chiYao)는 말라위, 탄자니아, 모잠비크에 걸쳐 야오족이 사용하는 반투어군 언어이다. 화자 수는 약 370만 명이다. 공식 정서법으로 로마자를 쓴다.

## 음운

### 닿소리
|                |        | 입술소리 | 치경음 | 후치경음/ 경구개음 | 연구개음 |
| -------------- | ------ | -------- | ------ | ------------------ | -------- |
| 비음           | 비음   | m        | n      | ny(/ɲ/)            | ng'(/ŋ/) |
| 파열음/ 파찰음 | 무성음 | p        | t      | ch(/tʃ/)           | k        |
| 파열음/ 파찰음 | 유성음 | b        | d      | j·dy(/dʒ/)         | g(/ɡ/)   |
| 마찰음         | 마찰음 |          | s      |                    |          |
| 접근음         | 접근음 | ŵ(/ʋ/)   | l      | y(/j/)             | w        |

### 홀소리
|        | 전설  | 중설  | 후설  |
| ------ | ----- | ----- | ----- |
| 고모음 | i, iː |       | u, uː |
| 중모음 | e, eː |       | o, oː |
| 저모음 |       | a, aː |       |

## 문법
- 어순은 SVO형(주어-동사-목적어)다.
- 명사는 18개, 대명사는 2개 부류로 나뉜다.
- 동사는 직설법, 가정법, 명령법에 따라 붙는 접미사가 다르다.

## 같이 보기
- 야오족 (아프리카)
- 반투어군